# Crassostrea virginica
El ostión de Virginia (Crassostrea virginica) pertenece a la clase Bivalvia de moluscos. Viven exclusivamente en medio acuático, con una forma corporal de simetría bilateral, comprimida lateralmente y una concha de dos valvas (bivalva) que, en general, es bastante grande para admitir al animal completo. 
El sistema circulatorio está formado por un corazón con dos aurículas. El sistema nervioso carece de particularidad alguna (ganglionar). La respiración es branquial. La cabeza es reducida hasta la parte branquial, faltando la región faríngea y la rádula. En general se alimentan filtrando agua. Los bivalvos son animales predominantemente de sexos separados, rara vez hermafroditas. La fecundación tiene lugar de manera libre en el agua o bien en la cavidad del manto.

## Clasificación y descripción
C. virginica es un molusco que pertenece a la clase Bivalvia; orden Ostreoidea; familia Ostreidae. Sus características son: concha de tamaño grande, hasta 150 mm de largo, de forma irregular, muy variable, desde orbicular hasta francamente alargada; moderadamente gruesa; superficie rugosa con escamas; márgenes de las valvas rectos y ondulados. Umbo largo y curvado; valva derecha más pequeña y aplanada que la izquierda. Concha cementada al sustrato por un biso calcificado. Valva izquierda un poco mayor que la derecha, la impresión muscular subcentral, púrpura obscuro. Interior liso y carente de sifones.

## Distribución
Este organismo se puede encontrar desde el golfo de San Lorenzo, el golfo de México, hasta Las Antillas.

## Ecología
Es un molusco comestible. Esta especie se puede encontrar aguas someras. También es un molusco muy abundante en su lugar nativo y puede encontrarse en cualquier superficie dura, esto puede llevar a una sobrepoblación. Son tolerantes a bajas salinidades.